# Загребский бульвар
За́гребский бульвар — бульвар в южной части Фрунзенского района Санкт-Петербурга. Проходит от улицы Димитрова до Малой Балканской улицы между Будапештской и Бухарестской улицами и параллелен им. Нумерация начинается от улицы Димитрова. Загребский бульвар является магистралью районного значения.

## История
Имя улице было присвоено 2 ноября 1973 года в честь югославского города Загреба (ныне столица Хорватии). В том же году был построен дом 1 серии 1ЛГ-602
В 1977 году протяжённость улицы была увеличена. Велась постройка панельных 9-этажных домов серии 1ЛГ-602 (7, 31)
В 2007—2008 годах в результате реконструкции Дунайского проспекта сквозной проезд по Загребскому бульвару стал невозможен, бульвар фактически разделили на две несвязанные части — от улицы Димитрова до Дунайского проспекта и от Дунайского проспекта до Малой Балканской улицы.
Вдоль чётной стороны улицы от улицы Димитрова до Дунайского проспекта располагается сквер Воинов-Освободителей, от Дунайского проспекта до улицы Ярослава Гашека располагается Фёдоровский сквер.

## Достопримечательности
- д.2: Телефонный узел.
- д.9: Один из корпусов жилого комплекса "Радуга".
- д.15: Жилой комплекс "Русская сказка".
- д.21: Кафе-ресторан Старый город
- д.23: Колледж информационных технологий Санкт-Петербурга.

На Загребский бульвар выходит МНТК «Микрохирургия глаза» (ул. Ярослава Гашека, 21). На территории МНТК 12 декабря 2002 года был установлен бюст Святославу Фёдорову (скульптор Л. К. Лазарев).
- д.26: Православная Церковь Святого преподобного Серафима Вырицкого в Купчино[5].
- д.28: спортивная школа олимпийского резерва «Комета»

## Пересечения
Загребский бульвар пересекает или граничит со следующими проспектами, улицами и аллеями:
- улица Димитрова (непосредственного выезда на проспект нет: улица пересекается с проходящим параллельно проспекту проездом-дублёром («карманом»))
- Малая Каштановая аллея - примыкание
- Пловдивская улица - примыкание
- Дунайский проспект (непосредственного выезда на проспект нет с обеих сторон: улица пересекается с проходящими параллельно проспекту проездами-дублёрами («карманами»))
- улица Ярослава Гашека - пересечение
- Шипкинский переулок - примыкание
- улица Олеко Дундича - пересечение
- Малая Балканская улица - Загребский бульвар примыкает у ней.

## Транспорт
По самому Загребскому бульвару движение общественного транспорта не организовано. Ближайшие остановки расположены на пересечении:
- Улицы Димитрова и Загребского бульвара - автобусы (54, 157, 253) и трамваи (25, 43).
- Дунайского проспекта и Загребского бульвара - автобусы (53, 197А, 241, 326).
- Улицы Ярослава Гашека и Загребского бульвара - трамваи (45, 62).
- Улицы Олеко Дундича и Загребского бульвара - автобусы (56, 96) и маршрутка ("ТРЦ РИО - улица Олеко Дундича").
- Малой Балканской улицы и Загребского бульвара - автобусы (50, 54, 56, 74, 157, 159, 326) и троллейбус (47).